# 肥前町
肥前町（ひぜんちょう）は、佐賀県の北西部にあった町。2005年1月1日に、唐津市、浜玉町、厳木町、相知町、北波多村、肥前町、鎮西町、呼子町の8市町村で合併し、唐津市となった。
現在は「唐津市肥前町」として地名が残っている。

## 歴史
- 1889年（明治22年）4月1日 - 町村制施行により入野村（いりのむら）と切木村（きりごむら）が成立
- 1958年（昭和33年）1月1日 - 切木村が分割、それぞれ唐津市と入野村へ編入される。即日入野村が町制施行し、肥前町となる
- 2005年（平成17年）1月1日 - 唐津市と7町村が合併（新設合併）して唐津市となり、廃止

## 交通

### 道路
- 国道204号

### バス路線
- 町内には昭和バスが運行している路線がある。
  - 入野 - 切木 - 大手口 → 唐津東中高前
  - 入野 - 金の手（玄海町）- 岩野 - 大手口 → 唐津東中高前
  - 満越 - 中浦 - 竹木場 - 大手口
  - 納所 → 入野
  - 星賀 → 入野
  - 菖津 → 入野
  - 高串(福祉センター) → 入野
  - 以前は鷹島（長崎県）へ向かう路線もあった
- 日中は町内で「チョイソコからつ」が運行されている。